# アイナメ属
アイナメ属（学名:Hexagrammos）は、アイナメ科に分類される硬骨魚の属の一つ。アイナメ属はアイナメ科の模式属であり、アイナメなど6-7種で形成される。食用に漁獲される。

## 分類
表記は左から順位、和名、学名、英語名（ある場合のみ）、特記事項。
- アイナメ Hexagrammos otakii Jordan et Starks, 1895　Fat greenling

日本と黄海北岸に分布。
- クジメ Hexagrammos agrammus (Temminck et Schlegel, 1843)　Spotbelly greenling

全長30cmほど。アイナメよりもやや小型で、尾鰭が丸いこと、側線が1本しかないことで区別できる。南西諸島を除く日本（主に西日本以西）、朝鮮半島、黄海沿岸に分布するが、アイナメよりも浅いところに生息する。若魚は大きなタイドプールでも見られる。
- ケルプグリーンリング Hexagrammos decagrammus (Pallas, 1810)　Kelp greenling
- ウサギアイナメ Hexagrammos lagocephalus (Pallas, 1810)　Rock greenling

全長70cmに達する大型種。尾鰭が丸く、オスは体色に赤みを帯びる。日本海北部、オホーツク海、ベーリング海に分布し、アイナメより深い所に生息する。
- スジアイナメ Hexagrammos octogrammus (Pallas, 1814)　Masked greenling

全長30cmほど。やや小型で、眼から口元、頬にかけて放射状のくっきりした帯模様がある。日本の東北地方北部から米国北東部のアラスカにまで分布する。
- エゾアイナメ Hexagrammos stelleri Tilesius, 1810　Whitespotted greenling

全長30cmほど。尾鰭が角ばっていて、中央部が切れこむ。日本海北部からアメリカ北部まで、北太平洋とその縁海に広く分布する。
- 和名未定　Hexagrammos superciliosus (Pallas, 1810)

ウサギアイナメと同種とすることが多い。

## 画像

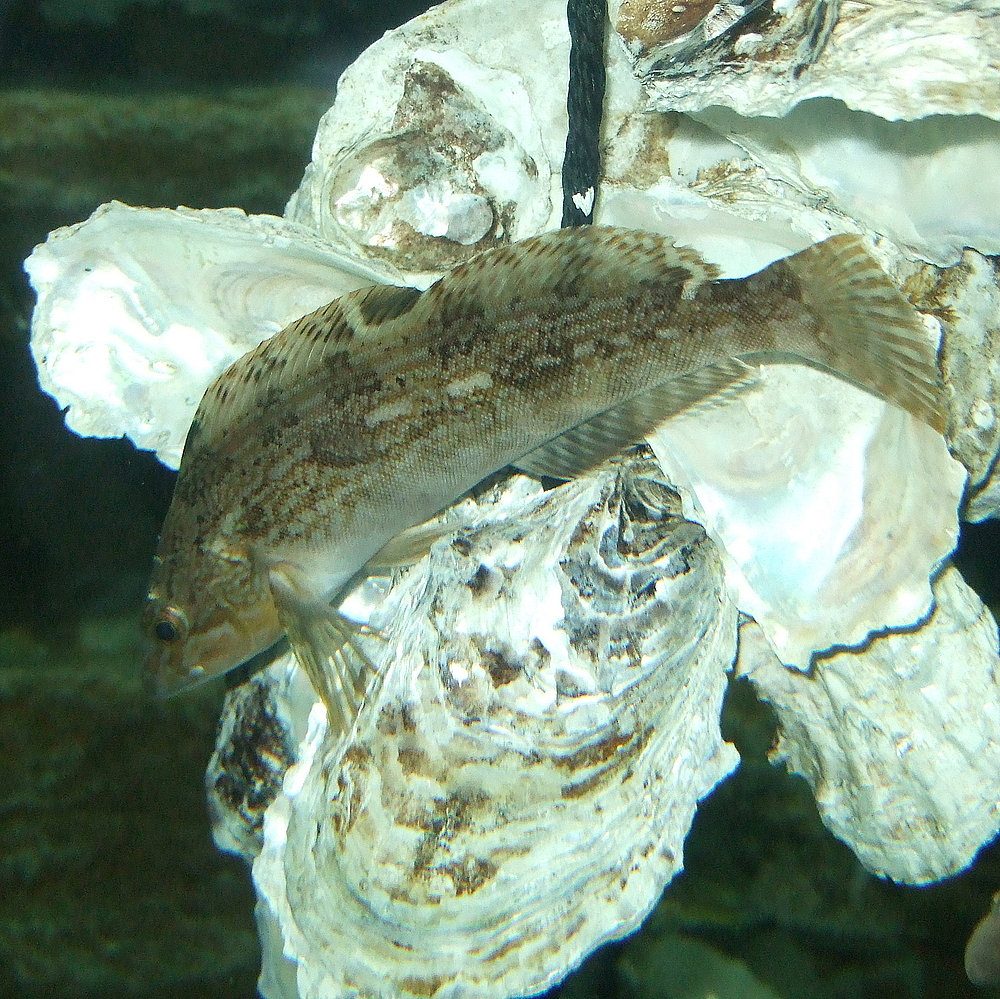
アイナメ
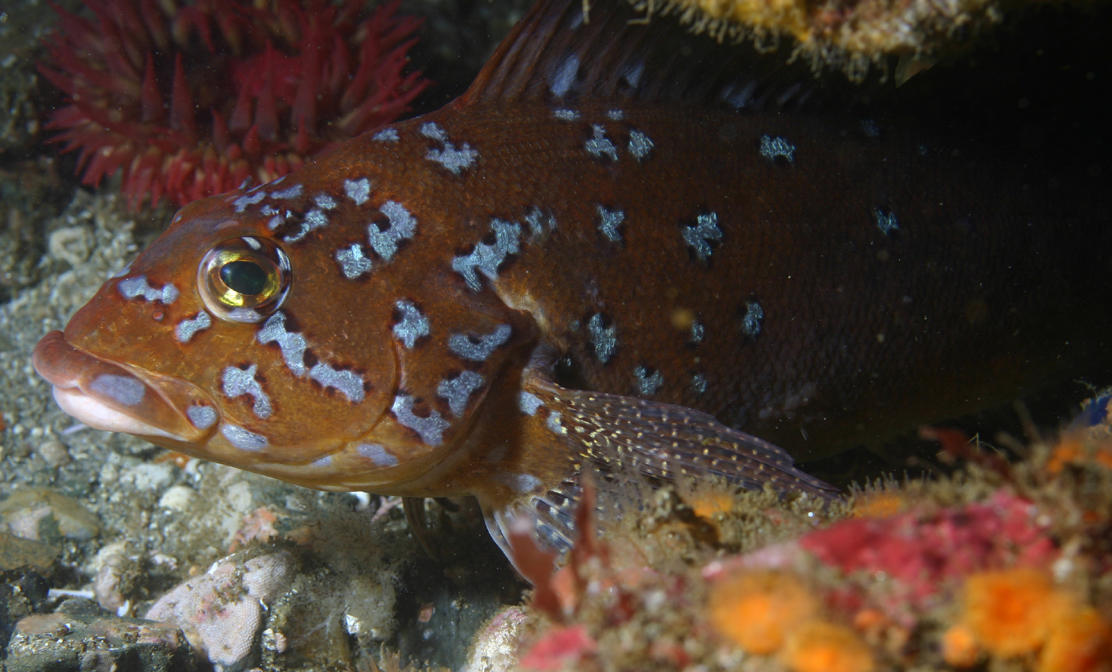
ケルプグリーンリングのオス
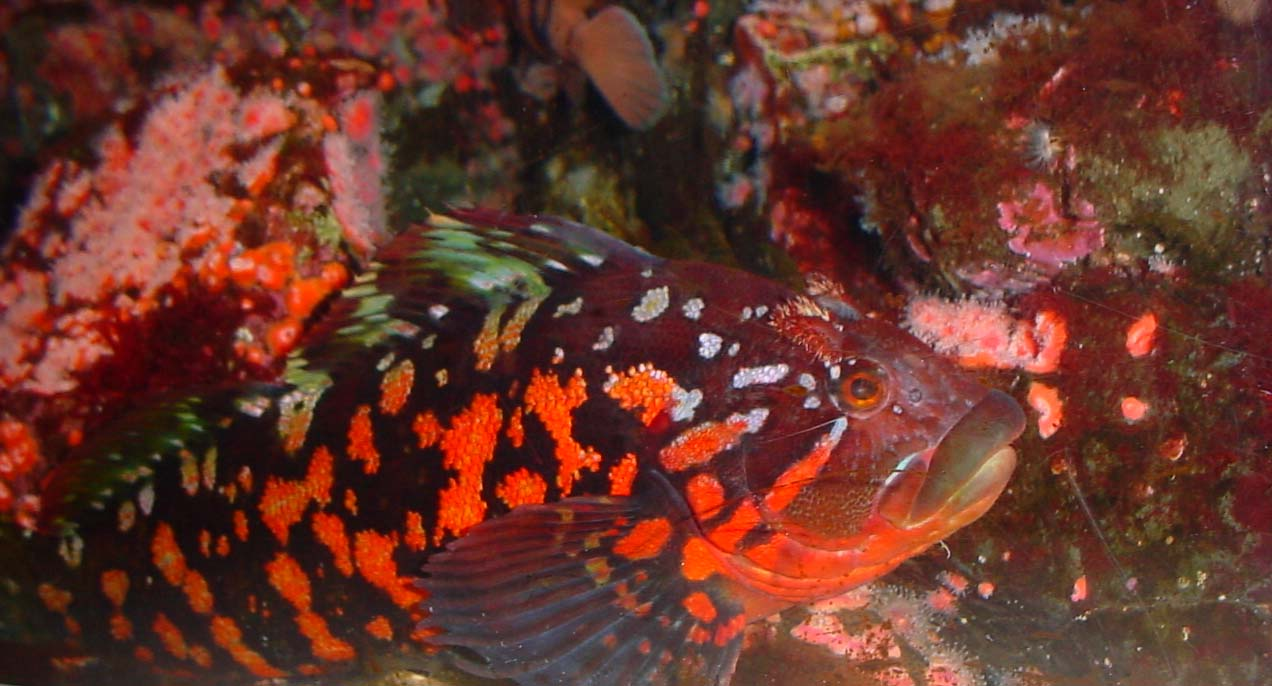
ウサギアイナメ